# Ludwig von Windheim

Ludwig von Windheim (1895)

Ludwig von Windheim (* 27. Juni 1857 in Groß-Oschersleben als Hubert Louis von Windheim; † 15. Januar 1935 in Königsberg) war ein deutscher Verwaltungsjurist und Oberpräsident der Provinzen Hessen-Nassau, Ostpreußen und Hannover. Zudem war er von 1895 bis 1902 Polizeipräsident in Berlin. Bis zu seinem altersbedingten Ausscheiden aus dem Beamtendienst übernahm er stetig weitere anspruchsvolle Leitungsaufgaben.

## Leben
Windheim, Sohn des Oberamtmanns Karl Hermann von Windheim und der Therese Hermine Friederike Marie Meyer, studierte Rechts- und Staatswissenschaften an den Universitäten Göttingen, München und Berlin. Während seines Studiums wurde er Mitglied der Corps Bremensia Göttingen und Franconia München. Am 13. Januar 1879 trat er als Referendar im Bezirk des Appellationsgerichts Halberstadt in den Justizdienst, wechselte später zur allgemeinen Staatsverwaltung und wurde 1884 Regierungsassessor bei der Präsidialabteilung der Regierung in Königsberg. Im Januar 1886 wurde er mit der Verwaltung des Landratsamts des Kreises Ragnit beauftragt und im Juli desselben Jahres endgültig zum Landrat dort ernannt. Im März 1894 wurde er als Hilfsarbeiter in das Ministerium des Innern berufen und im April 1895 zum Polizeipräsidenten von Stettin ernannt. Schon im Juni 1895 folgte er dem verstorbenen Freiherrn von Richthofen als Polizeipräsident von Berlin.
Im Jahr 1902 wurde er Regierungspräsident in Frankfurt (Oder), 1903 Oberpräsident der Provinz Hessen-Nassau und 1907 der Provinz Ostpreußen. Im September 1914 wurde er als Oberpräsident der Provinz Hannover eingesetzt und übte dieses Amt bis zu seiner Pensionierung 1917 aus.
Er war seit 1886 mit Klara von Gottberg verheiratet.